# West Kill
West Kill es un lugar designado por el censo ubicado en el condado de Greene en el estado estadounidense de Nueva York. En el Censo de 2020 tenía una población de 121 habitantes y una densidad poblacional de 38,05 habitantes por km². Fue incluido como CDP por primera vez en el censo de 2020.

## Geografía
West Kill se encuentra ubicado en las coordenadas 42°12′30″N 74°23′12″O / 42.20833, -74.38667. Según la Oficina del Censo de los Estados Unidos,  tiene una superficie total de 3,18 km², todos correspondientes a tierra firme.